# Andreas Tölzer
Andreas Tölzer, född 27 januari 1980 i Bonn, är en tysk idrottare som tävlar i judo. Han tävlar i klassen över 100 kg. Hans största merit hittills är en bronsmedalj vid de olympiska sommarspelen 2012 i London.
Tölzer vann 2010 och 2011 silver vid världsmästerskapen och dessutom guld vid europamästerskapen 2006. Bredvid idrotten är han soldat i Bundeswehr.